# (3126) Davydov
(3126) Davydov – planetoida z grupy pasa głównego asteroid okrążająca Słońce w ciągu 5,21 lat w średniej odległości 3,0 au Odkrył ją Ludmiła Czernych 8 października 1969 roku w Krymskim Obserwatorium Astrofizycznym w Naucznym. Nazwa planetoidy upamiętnia Denisa Dawydowa (1784–1839) – rosyjskiego oficera, pisarza i poetę, bohatera Wojny Ojczyźnianej 1812.